# Gala (esposa de Júlio Constâncio)
Gala (em latim: Galla; fl. c. 325) era esposa de Júlio Constâncio e membro da dinastia constantiniana, que governava o Império Romano. Gala era irmã do cônsul Nerácio Cereal e do prefeito pretoriano Vulcácio Rufino. Seu marido era filho do imperador romano do ocidente Constâncio Cloro e meio-irmão do imperador Constantino. Desta união nasceram um filho de nome desconhecido que morreu com o pai nos expurgos de 337, uma filha de nome desconhecido que se casou com o primo (e imperador) Constâncio II e finalmente Constâncio Galo, um césar do Império Romano do Oriente, nascido por volta de 325. 
Alguns autores propõem que Gala e Júlio tiveram outra filha, nascida entre 324 e 331, que teria se casado com Justo, pai de Justina, cuja filha, esposa do imperador Teodósio I, se chamava Gala.
Gala morreu antes do marido, pois Galo, ainda garoto, foi colocado sob os cuidados do bispo Eusébio de Nicomédia.